# Hashmatullah Barakzai
Hashmatullah Barakzai, född 26 augusti 1987, är en afghansk fotbollsspelare som 2007–2014 spelade i Afghanistans landslag. Barakzai var med i landslagstruppen när Afghanistan vann Sydasiatiska mästerskapet i fotboll 2013 och i landslagstruppen som kom tvåa 2011. På klubbsidan har Barakzai bland annat spelat för Kabul Bank (Ferozi) och Shaheen Asmayee. Med Kabul Bank/Ferozi har han vunnit Afghanistan Premier League (Afghanistans högsta division i fotboll före 2012) tre gånger, och med Shaheen Asmayee har han vunnit Afghan Premier League (APL, Afghanistans högsta division i fotboll från och med 2012) tre gånger. Han spelade 2019/2020 för klubben Mawjhai Amu i APL.